# 闫凤姣
闫凤娇（1989年6月24日—），出生于中国吉林延边。模特、化妆师、演员。因在江苏卫视节目《非诚勿扰》上美丽动人的表现而成为媒体红人。其后因为在互联网上相继流出闫凤娇的裸体摄影而引起社会广泛争议。

## 经历

### 早期生活
出生于1989年6月24日，汉族，吉林延边州珲春市人。9岁时父亲去世，母亲带她来到上海。因为家境不好，闫凤娇很小便开始为生活忙碌。因为长相姣好，她曾经当过模特，也想过进入娱乐圈发展。后来她学习了化妆，并以此为职业。2009年10月18日，闫凤娇获得了瑞丽第七届封面女孩大赛上海区总冠军和全国季军。

### 参加《非诚勿扰》
2010年，闫凤娇因参加江苏卫视相亲节目《非诚勿扰》而为大家关注。她在节目中，一直以“最美化妆师”的称号出现，是继马诺、马伊咪之后，最受欢迎的女嘉宾，有人称她是“最清纯女嘉宾”。在几期的节目里，很多男嘉宾都选择她作为“心动女生”。甚至有一期节目，由于选择她作为“心动女生”的人太多，主持人孟非称当期节目是“闫凤娇专场”。

### 厕所门事件
- 2010年5月10日，在互联网上有人上傳了大量的闫凤娇的裸体照片，由于拍摄场景为卧室内和卫生间，所以被人称为厕所门。[2]这组照片被人大量下载，“闫凤娇”一词迅速攀升至百度搜索风云榜TOP10。[3]这一组照片大小为327M，照片高清疑似专业拍摄。[4]
- 2010年5月12日，闫凤娇发表个人声明，承认“照片确是她本人，但当时是被人胁迫而拍摄的不雅照片”。声明中说：

2009年5月，一个自称是服装代理商的台湾人通过某车展单位联系到当时想当模特的我，并约我在室外拍了一次生活照。隔了一周左右，此人再次联系我，这次开车将我带到一家饭店，走进房间后，该台湾人及其两个女助手和四个摄影师以暴力相威胁，强迫我拍了一组不雅照，之后台湾人威胁我不得报案，否则会将该组照片公布。由于害怕受到进一步的伤害，迫于无奈，我当时没有报案，后该台湾人又多次电话短信威胁我再次拍照，都被我拒绝了。现在有人又将我的照片发到网上，显然是为了实现进一步的犯罪目的，对此我深感震惊和愤怒，目前我已经向上海市公安局闸北分局报案，希望他们能够尽快将相关犯罪分子绳之以法，并已经聘请律师准备采取其他法律途径以维护我的合法权益。

- 2010年5月13日，江苏卫视对记者表示，被迫拍摄不雅照事件是一起严重的违法犯罪事件，电视台方面现采取了以下措施：

1. 应闫凤娇的请求，立刻派人陪同闫凤娇到其居住地的公安机关报案，请求公安机关立刻对此事立案侦查。
2. 及时向南京警方通报此事。南京警方相关技术职能部门在第一时间采取相应技术手段将本案造成的社会危害性降低到最低程度。
3. 鉴于闫凤娇是《非诚勿扰》嘉宾，而该事件对闫凤娇必然会造成严重伤害，我台在第一时间派相关人员对闫凤娇进行慰问和安抚，以帮助其尽快走出阴影。

- 2010年5月14日，第二批大小为534M的裸体摄影又被人上传到互联网上，原始文件被命名为：“小娇与小婉”，其中“小娇”就是闫凤娇。“小婉”起先被人怀疑是美空模特张婉悠，但为其本人否认。[5]后被媒体认为是另一个专业人体模特蒋晴婉。[6]其中裸露尺度超过第一批照片。在这批照片中，闫凤娇似乎并非是被胁迫，而是心甘情愿而拍摄的。[7]至此，“闫凤娇”一词已经攀升至百度搜索风云榜TOP1。[8]
- 2010年5月15日、16日晚上播出的《非诚勿扰》，已经完全“剪掉”了所有闫凤娇的镜头，以至于主持人孟非前后服装不一致，节目顺序错乱。[7]
- 2010年5月18日，又有更多的含有闫凤娇的全裸照片被陆续上传到互联网，而且牵扯更多的人体模特。[9]
- 2010年5月19日，有媒体认为闫凤娇此前的被胁迫而拍裸照的声明是说谎，而加以谴责。[10]

### 厕所门之后
2010年6月22日，据上海智艺网络内部人士证实，将邀请闫凤娇拍摄旗下仙侠部落战争网游《昆仑OL》静像电影《昆仑之穿越时空的爱恋》。

## 影响
- 2010年6月9日，广电总局发布了《广电总局关于进一步规范婚恋交友类电视节目的管理通知》及《广电总局办公厅关于加强情感故事类电视节目管理的通知》，措辞严厉指责了《非诚勿扰》等相亲类节目的不良影响，通知要求：

- 婚恋交友类电视节目要把好嘉宾关，要认真核实嘉宾的真实身份，严禁伪造嘉宾身份，欺骗电视观众。
- 不得邀请个人品德有问题或有争议，持不正确或非主流价值观、婚恋观的人物参加节目。
- 节目不得以婚恋的名义对参与者进行羞辱或人身攻击，甚至讨论低俗涉性内容，不得展示和炒作拜金主义等不健康、不正确的婚恋观。
- 各婚恋节目不得在节目中互相诋毁、攻击。
- 所有交友类节目均不得现场直播，要严格执行播前审查和重播重审制度，对有问题的内容和错误的观点必须删除。
- 情感故事类节目不得展示丑恶、迷信。
- 不得展示因亲情矛盾、家庭纠纷导致的极端行为、过激言论、‘揭伤疤’或恶性案件。
- 不得过分渲染悲情、阴暗、颓废心态。
- 情感类节目及相亲类节目都应加强对嘉宾的良性引导，对主持人的选择也应慎重。同时，对那些引起社会恶评的嘉宾，不允许此类节目再起用。 

- 2010年7月6日，中华人民共和国文化部印发《关于加强网络游戏市场推广管理、制止低俗营销行为的函》，文化部提出四点要求：

1. 加强网上巡查，发现低俗的网络游戏推广、宣传等内容，要通知相关网站予以删除。
2. 对践踏道德底线、违背公序良俗的行为，要及时发现，及时制止。
3. 对存在网络游戏低俗推广现象的企业，要约谈企业负责人，进行批评教育，责令改正。
4. 对违反相关法律法规，情节严重的，要坚决依法处罚，有效遏制网络游戏低俗推广现象的蔓延。